# Вольное (Бериславский район)
Вольное (укр. Вільне, до 2024 года — Першотравневое) — село в Бериславском районе Херсонской области Украины.
Почтовый индекс — 74313. Телефонный код — 5546. Код КОАТУУ — 6520686603.

## Население
Население по переписи 2001 года составляло 162 человека.

### Языковой состав
Родной язык населения по данным переписи 2001 года:
| Язык       | Численность, чел. | Доля     |
| ---------- | ----------------- | -------- |
| Украинский | 149               | 91,98 %  |
| Молдавский | 8                 | 4,94 %   |
| Русский    | 5                 | 3,08 %   |
| Итого      | 162               | 100,00 % |